# Liste von Apfelsorten/P
Erläuterungen und Quellen: Siehe Hauptartikel!
| Apfelsorte | Bild                                                                           | Kreuzung aus                                                                   | Erstes Auftauchen | Anmerkungen                                                                            | Quellen                                                                        |
| --- | ------------------------------------------------------------------------------ | ------------------------------------------------------------------------------ | --- | -------------------------------------------------------------------------------------- | ------------------------------------------------------------------------------ |
| P. J. Bergius |                                                                                |                                                                                | |                                                                                        | f                                                                              |
| Paafenapfel |                                                                                |                                                                                | |                                                                                        | o                                                                              |
| Pacific Beauty |                                                                                |                                                                                | |                                                                                        | a                                                                              |
| Pacific Gala |                                                                                | Mutante des Gala                                                               | |                                                                                        |                                                                                |
| Pacific Gold |                                                                                |                                                                                | |                                                                                        | e                                                                              |
| Pacific Rose |                                                                                |                                                                                | |                                                                                        | a, c                                                                           |
| Paderborner Seidenhemdchen | Siehe: Seidenhemdchen                                                          | Siehe: Seidenhemdchen                                                          | Siehe: Seidenhemdchen                                                                                                 | Siehe: Seidenhemdchen                                                                  | Siehe: Seidenhemdchen                                                          |
| Padleys Pepping |                                                                                |                                                                                | |                                                                                        | h (Nr. 679, S. 756)                                                            |
| Pagsup Spur Type (oder: Starkspur Supreme) |                                                                                |                                                                                | |                                                                                        | f                                                                              |
| Paides Ziemas Abols |                                                                                |                                                                                | |                                                                                        | e                                                                              |
| Paignton Marigold |                                                                                |                                                                                | |                                                                                        | f                                                                              |
| Paix |                                                                                |                                                                                | |                                                                                        | o                                                                              |
| Palandts Himbeerapfel |                                                                                |                                                                                | |                                                                                        | h (Nr. 160, S. 181)                                                            |
| Palm | Siehe: Elstar Palm                                                             | Siehe: Elstar Palm                                                             | Siehe: Elstar Palm | Siehe: Elstar Palm                                                                     | Siehe: Elstar Palm                                                             |
| Palmapfel | Siehe: Elstar Palm                                                             | Siehe: Elstar Palm                                                             | Siehe: Elstar Palm | Siehe: Elstar Palm                                                                     | Siehe: Elstar Palm                                                             |
| Palmer Greening |                                                                                |                                                                                | |                                                                                        | a                                                                              |
| Palmer's Rosey |                                                                                |                                                                                | |                                                                                        | f                                                                              |
| Palodino Spur Mcintosh (oder: Mcintosh Palodino Spur) |                                                                                | Mcintosh × unbekannt                                                           | |                                                                                        | e                                                                              |
| Palouse |                                                                                |                                                                                | |                                                                                        |                                                                                |
| Pam's Delight |                                                                                |                                                                                | 1956 oder 1958 in Bedfordshire, England                                                                               |                                                                                        | b, c                                                                           |
| Panenské | Siehe: Böhmischer Roter Jungfernapfel                                          | Siehe: Böhmischer Roter Jungfernapfel                                          | Siehe: Böhmischer Roter Jungfernapfel                                                                                 | Siehe: Böhmischer Roter Jungfernapfel                                                  | Siehe: Böhmischer Roter Jungfernapfel                                          |
| Pannemann | Siehe: Pannemanns Tafelapfel                                                   | Siehe: Pannemanns Tafelapfel                                                   | Siehe: Pannemanns Tafelapfel                                                                                          | Siehe: Pannemanns Tafelapfel                                                           | Siehe: Pannemanns Tafelapfel                                                   |
| Pannemannapfel | Siehe: Pannemanns Tafelapfel                                                   | Siehe: Pannemanns Tafelapfel                                                   | Siehe: Pannemanns Tafelapfel                                                                                          | Siehe: Pannemanns Tafelapfel                                                           | Siehe: Pannemanns Tafelapfel                                                   |
| Pannemanns Tafelapfel (oder: Pannemann, Pannemannapfel) |                                                                                |                                                                                | |                                                                                        | j, o                                                                           |
| Papageiapfel |                                                                                |                                                                                | |                                                                                        | h (Nr. 66, S. 75)                                                              |
| Papeleus Rambour |                                                                                |                                                                                | |                                                                                        | h (Nr. 291, S. 324), o, p (S. 507–510)                                         |
| Papirovka | Siehe: Papirowka                                                               | Siehe: Papirowka                                                               | Siehe: Papirowka | Siehe: Papirowka                                                                       | Siehe: Papirowka                                                               |
| Papirowka |                                                                                |                                                                                | |                                                                                        | f                                                                              |
| Par-Fect Spur Criterion |                                                                                |                                                                                | |                                                                                        | e                                                                              |
| Paradiesapfel | Siehe: Danziger Kantapfel, Roter Eiserapfel, Weißer Winter-Calville            | Siehe: Danziger Kantapfel, Roter Eiserapfel, Weißer Winter-Calville            | Siehe: Danziger Kantapfel, Roter Eiserapfel, Weißer Winter-Calville                                                   | Siehe: Danziger Kantapfel, Roter Eiserapfel, Weißer Winter-Calville                    | Siehe: Danziger Kantapfel, Roter Eiserapfel, Weißer Winter-Calville            |
| Paradis Do Vayre |                                                                                |                                                                                | |                                                                                        | e                                                                              |
| Paradis Double | Siehe: Roter Eiserapfel                                                        | Siehe: Roter Eiserapfel                                                        | Siehe: Roter Eiserapfel                                                                                               | Siehe: Roter Eiserapfel                                                                | Siehe: Roter Eiserapfel                                                        |
| Paradis Du Limousin |                                                                                |                                                                                | |                                                                                        | o                                                                              |
| Paradise Apple |                                                                                |                                                                                | In der Normandie | Historische Sorte                                                                      | g (S. 39)                                                                      |
| Paradise Sweet |                                                                                |                                                                                | |                                                                                        |                                                                                |
| Paradiso |                                                                                |                                                                                | |                                                                                        | e                                                                              |
| Paragon |                                                                                |                                                                                | |                                                                                        |                                                                                |
| Paravesin |                                                                                |                                                                                | |                                                                                        | o                                                                              |
| Parfum D'Été |                                                                                |                                                                                | |                                                                                        | f                                                                              |
| Pariner Apfel | Siehe: Roter Pariner                                                           | Siehe: Roter Pariner                                                           | Siehe: Roter Pariner                                                                                                  | Siehe: Roter Pariner                                                                   | Siehe: Roter Pariner                                                           |
| Pariser Rambur |                                                                                |                                                                                | |                                                                                        | o                                                                              |
| Pariser Ramburrenette | Siehe: Kanadarenette                                                           | Siehe: Kanadarenette                                                           | Siehe: Kanadarenette                                                                                                  | Siehe: Kanadarenette                                                                   | Siehe: Kanadarenette                                                           |
| Pariser Renette |                                                                                |                                                                                | |                                                                                        | o                                                                              |
| Parkers Pepping (oder: Lederapfel, Parker's Pippin, Pelzapfel, Pépin de Parker, Rabau, Zizzen-Apfel) |                                                                                |                                                                                | | Beschreibung                                                                           | e, f, h (Nr. 562, S. 623), j, o                                                |
| Parker's Pippin | Siehe: Parkers Pepping                                                         | Siehe: Parkers Pepping                                                         | Siehe: Parkers Pepping                                                                                                | Siehe: Parkers Pepping                                                                 | Siehe: Parkers Pepping                                                         |
| Parkland |                                                                                |                                                                                | |                                                                                        | a                                                                              |
| Park's Pippin |                                                                                |                                                                                | |                                                                                        | a                                                                              |
| Parlin |                                                                                |                                                                                | |                                                                                        |                                                                                |
| Parmäne Aus Mabbott (oder: Mabbott's Pearmain) |                                                                                |                                                                                | |                                                                                        | f                                                                              |
| Parmäne Strauwaldt | Siehe: Strauwaldts Goldparmäne                                                 | Siehe: Strauwaldts Goldparmäne                                                 | Siehe: Strauwaldts Goldparmäne                                                                                        | Siehe: Strauwaldts Goldparmäne                                                         | Siehe: Strauwaldts Goldparmäne                                                 |
| Parmäne Von Mabbot |                                                                                |                                                                                | |                                                                                        | h (Nr. 538, S. 595)                                                            |
| Parmentier-Reinette |                                                                                |                                                                                | |                                                                                        | o                                                                              |
| Paroquet |                                                                                | Cox Orange × Unbekannt                                                         | |                                                                                        | e, f                                                                           |
| Parry White |                                                                                |                                                                                | |                                                                                        |                                                                                |
| Pasmarose |                                                                                |                                                                                | |                                                                                        | o                                                                              |
| Passamaner | Siehe: Steirischer Passamaner                                                  | Siehe: Steirischer Passamaner                                                  | Siehe: Steirischer Passamaner                                                                                         | Siehe: Steirischer Passamaner                                                          | Siehe: Steirischer Passamaner                                                  |
| Passe-Pomme Panachée | Siehe: Sommer-Zimtapfel                                                        | Siehe: Sommer-Zimtapfel                                                        | Siehe: Sommer-Zimtapfel                                                                                               | Siehe: Sommer-Zimtapfel                                                                | Siehe: Sommer-Zimtapfel                                                        |
| Passe Rose | Siehe: Api                                                                     | Siehe: Api                                                                     | Siehe: Api | Siehe: Api                                                                             | Siehe: Api                                                                     |
| Paternosterapfel | Siehe: Kasseler Renette                                                        | Siehe: Kasseler Renette                                                        | Siehe: Kasseler Renette                                                                                               | Siehe: Kasseler Renette                                                                | Siehe: Kasseler Renette                                                        |
| Patricia |                                                                                |                                                                                | |                                                                                        | f                                                                              |
| Patrick |                                                                                |                                                                                | |                                                                                        | f                                                                              |
| Patte De Loup |                                                                                |                                                                                | |                                                                                        | f                                                                              |
| Patten |                                                                                |                                                                                | |                                                                                        |                                                                                |
| Patten Greening |                                                                                |                                                                                | |                                                                                        |                                                                                |
| Paul-Bolli-Sämling |                                                                                |                                                                                | |                                                                                        | o                                                                              |
| Paula Red |                                                                                |                                                                                | 1960er in Kent County (Michigan), USA                                                                                 |                                                                                        | a, c, e, f                                                                     |
| Paulared | Siehe: Paula Red                                                               | Siehe: Paula Red                                                               | Siehe: Paula Red | Siehe: Paula Red                                                                       | Siehe: Paula Red                                                               |
| Pay-Bou |                                                                                |                                                                                | |                                                                                        | o                                                                              |
| Payette |                                                                                |                                                                                | |                                                                                        | f                                                                              |
| Payne's Late Keeper |                                                                                |                                                                                | |                                                                                        |                                                                                |
| Pcp | Siehe: Elstar Pcp                                                              | Siehe: Elstar Pcp                                                              | Siehe: Elstar Pcp | Siehe: Elstar Pcp                                                                      | Siehe: Elstar Pcp                                                              |
| Peacemaker |                                                                                |                                                                                | |                                                                                        | f                                                                              |
| Pearl |                                                                                |                                                                                | |                                                                                        | f                                                                              |
| Pearle |                                                                                |                                                                                | |                                                                                        |                                                                                |
| Pearmain |                                                                                |                                                                                | 1290 in England erwähnt                                                                                               | Mostapfel                                                                              | g (S. 39f)                                                                     |
| Pearmain American Summer |                                                                                |                                                                                | |                                                                                        | e                                                                              |
| Pearsons Renette |                                                                                |                                                                                | |                                                                                        | h (Nr. 484, S. 537)                                                            |
| Pease Walter |                                                                                |                                                                                | |                                                                                        |                                                                                |
| Peasgood Nonsuch | Siehe: Peasgoods Sondergleichen                                                | Siehe: Peasgoods Sondergleichen                                                | Siehe: Peasgoods Sondergleichen                                                                                       | Siehe: Peasgoods Sondergleichen                                                        | Siehe: Peasgoods Sondergleichen                                                |
| Peasgoods Goldrenette | Siehe: Peasgoods Sondergleichen                                                | Siehe: Peasgoods Sondergleichen                                                | Siehe: Peasgoods Sondergleichen                                                                                       | Siehe: Peasgoods Sondergleichen                                                        | Siehe: Peasgoods Sondergleichen                                                |
| Peasgood's Nonsuch | Siehe: Peasgoods Sondergleichen                                                | Siehe: Peasgoods Sondergleichen                                                | Siehe: Peasgoods Sondergleichen                                                                                       | Siehe: Peasgoods Sondergleichen                                                        | Siehe: Peasgoods Sondergleichen                                                |
| Peasgoods Sondergleichen (oder: Gold-Renette Von Peasgood, Goldrenette Von Peasgood, Peasgood Nonsuch, Peasgood's Nonsuch, Peasgoods Goldrenette, Peasgoods Unvergleichlicher, Sans Pareil De Peasgood) |                                                                                |                                                                                | 1858 in Stamford, England                                                                                             | Beschreibung                                                                           | a, c, e, f, h (Nr. 507, S. 564), j, o                                          |
| Peasgoods Unvergleichlicher | Siehe: Peasgoods Sondergleichen                                                | Siehe: Peasgoods Sondergleichen                                                | Siehe: Peasgoods Sondergleichen                                                                                       | Siehe: Peasgoods Sondergleichen                                                        | Siehe: Peasgoods Sondergleichen                                                |
| Peason |                                                                                |                                                                                | |                                                                                        | j                                                                              |
| Peau D'Ane |                                                                                |                                                                                | |                                                                                        | e                                                                              |
| Peau De Chien |                                                                                |                                                                                | | Herstellung von Cidre                                                                  |                                                                                |
| Peau De Vache |                                                                                |                                                                                | |                                                                                        | o                                                                              |
| Pêche Melba |                                                                                |                                                                                | |                                                                                        | f                                                                              |
| Peck |                                                                                |                                                                                | |                                                                                        |                                                                                |
| Pecker | Siehe: Baldwin                                                                 | Siehe: Baldwin                                                                 | Siehe: Baldwin | Siehe: Baldwin                                                                         | Siehe: Baldwin                                                                 |
| Peck's Pleasant |                                                                                |                                                                                | |                                                                                        | a, f                                                                           |
| Pederstrup |                                                                                |                                                                                | |                                                                                        | e, f                                                                           |
| Pedro |                                                                                |                                                                                | |                                                                                        | f                                                                              |
| Peggy's Pride |                                                                                |                                                                                | |                                                                                        | f                                                                              |
| Peickers Bontigne-Apfel |                                                                                |                                                                                | |                                                                                        | h (Nr. 432, S. 484)                                                            |
| Pelzapfel | Siehe: Graue Französische Renette, Parkers Pepping                             | Siehe: Graue Französische Renette, Parkers Pepping                             | Siehe: Graue Französische Renette, Parkers Pepping                                                                    | Siehe: Graue Französische Renette, Parkers Pepping                                     | Siehe: Graue Französische Renette, Parkers Pepping                             |
| Penco |                                                                                |                                                                                | |                                                                                        | f                                                                              |
| Pendragon |                                                                                |                                                                                | |                                                                                        | a                                                                              |
| Pennard Bitter |                                                                                |                                                                                | |                                                                                        | f                                                                              |
| Pennock |                                                                                |                                                                                | |                                                                                        |                                                                                |
| Pépin De Bourgueil |                                                                                |                                                                                | |                                                                                        | f, o                                                                           |
| Pépin De Bouvelingen |                                                                                |                                                                                | |                                                                                        | o                                                                              |
| Pépin De Parker | Siehe: Parkers Pepping                                                         | Siehe: Parkers Pepping                                                         | Siehe: Parkers Pepping                                                                                                | Siehe: Parkers Pepping                                                                 | Siehe: Parkers Pepping                                                         |
| Pépin D'Or De Bovelingen |                                                                                |                                                                                | |                                                                                        | f                                                                              |
| Pepin Shafrannyi |                                                                                |                                                                                | |                                                                                        | f                                                                              |
| Pepino Jaune |                                                                                |                                                                                | |                                                                                        | f                                                                              |
| Peppeling Cox Orange | Siehe: Cox Orange                                                              | Siehe: Cox Orange                                                              | Siehe: Cox Orange | Siehe: Cox Orange                                                                      | Siehe: Cox Orange                                                              |
| Peppin-Parmaine D'Été | Siehe: Sommer-Parmäne                                                          | Siehe: Sommer-Parmäne                                                          | Siehe: Sommer-Parmäne                                                                                                 | Siehe: Sommer-Parmäne                                                                  | Siehe: Sommer-Parmäne                                                          |
| Pepping Aus Court Of Wick | Siehe: Court Of Wick                                                           | Siehe: Court Of Wick                                                           | Siehe: Court Of Wick                                                                                                  | Siehe: Court Of Wick                                                                   | Siehe: Court Of Wick                                                           |
| Pepping Aus Nottingham (oder: Nottingham Pippin) |                                                                                |                                                                                | |                                                                                        | f                                                                              |
| Pepping Kitajka |                                                                                |                                                                                | |                                                                                        | j                                                                              |
| Pepping Von Court Of Wick | Siehe: Court Of Wick                                                           | Siehe: Court Of Wick                                                           | Siehe: Court Of Wick                                                                                                  | Siehe: Court Of Wick                                                                   | Siehe: Court Of Wick                                                           |
| Pepping Von Holland | Siehe: Orleansrenette                                                          | Siehe: Orleansrenette                                                          | Siehe: Orleansrenette                                                                                                 | Siehe: Orleansrenette                                                                  | Siehe: Orleansrenette                                                          |
| Pepping Von Wyken | Siehe: Wykenpepping                                                            | Siehe: Wykenpepping                                                            | Siehe: Wykenpepping                                                                                                   | Siehe: Wykenpepping                                                                    | Siehe: Wykenpepping                                                            |
| Perleberg |                                                                                |                                                                                | |                                                                                        | e                                                                              |
| Perlrenette | Siehe: Rote Sternrenette                                                       | Siehe: Rote Sternrenette                                                       | Siehe: Rote Sternrenette                                                                                              | Siehe: Rote Sternrenette                                                               | Siehe: Rote Sternrenette                                                       |
| Pero Dourado |                                                                                |                                                                                | |                                                                                        | f                                                                              |
| Pero Mingan |                                                                                |                                                                                | |                                                                                        | f                                                                              |
| Peron |                                                                                |                                                                                | |                                                                                        |                                                                                |
| Perrine Yellow Transparent |                                                                                |                                                                                | |                                                                                        | a, f                                                                           |
| Perrine York |                                                                                |                                                                                | |                                                                                        | f                                                                              |
| Perry Russet |                                                                                |                                                                                | |                                                                                        | a                                                                              |
| Persian |                                                                                |                                                                                | |                                                                                        |                                                                                |
| Perthyre |                                                                                |                                                                                | |                                                                                        | f                                                                              |
| Peter |                                                                                |                                                                                | |                                                                                        |                                                                                |
| Peter Broich (oder: Kaiser Wilhelm, Wilhelmsapfel) |                                                                                | Zufallssämling                                                                 | 1830 (Rommerskirchen-Ramrath, Kreis Neuss)                                                                            | Beschreibung                                                                           | e, f, h (Nr. 523, S. 580), j, o, p (S. 431)                                    |
| Peter Burger |                                                                                |                                                                                | |                                                                                        | s                                                                              |
| Peter Heusgens Gold-Renette (oder: Heusgen's Golden Reinette, Peter Heusgens Goldrenette) |                                                                                |                                                                                | |                                                                                        | f, h (Nr. 549, S. 607), o                                                      |
| Peter Heusgens Goldrenette | Siehe: Peter Heusgens Gold-Renette                                             | Siehe: Peter Heusgens Gold-Renette                                             | Siehe: Peter Heusgens Gold-Renette                                                                                    | Siehe: Peter Heusgens Gold-Renette                                                     | Siehe: Peter Heusgens Gold-Renette                                             |
| Peter Lock |                                                                                |                                                                                | |                                                                                        | f                                                                              |
| Peter Martens | Siehe: Juwel Aus Kirchwerder                                                   | Siehe: Juwel Aus Kirchwerder                                                   | Siehe: Juwel Aus Kirchwerder                                                                                          | Siehe: Juwel Aus Kirchwerder                                                           | Siehe: Juwel Aus Kirchwerder                                                   |
| Peter Mathias |                                                                                |                                                                                | |                                                                                        | [ 5 ] [ 6 ]                                                                    |
| Peter Smith |                                                                                |                                                                                | Bergedorf bei Hamburg                                                                                                 | Beschreibung                                                                           | h (Nr. 408, S. 456), o                                                         |
| Peter Sur |                                                                                |                                                                                | |                                                                                        | o                                                                              |
| Petersapfel |                                                                                |                                                                                | Wattwil SG, Schweiz                                                                                                   | selten                                                                                 | o                                                                              |
| Petersilienapfel |                                                                                |                                                                                | |                                                                                        |                                                                                |
| Petit Amer |                                                                                |                                                                                | | Herstellung von Cidre                                                                  |                                                                                |
| Petit Api | Siehe: Api Petit                                                               | Siehe: Api Petit                                                               | Siehe: Api Petit | Siehe: Api Petit                                                                       | Siehe: Api Petit                                                               |
| Petit Api Rose | Siehe: Api                                                                     | Siehe: Api                                                                     | Siehe: Api | Siehe: Api                                                                             | Siehe: Api                                                                     |
| Petit Api Rouge | Siehe: Api                                                                     | Siehe: Api                                                                     | Siehe: Api | Siehe: Api                                                                             | Siehe: Api                                                                     |
| Petit Bon Pommier | Siehe: Brabanter Bellefleur                                                    | Siehe: Brabanter Bellefleur                                                    | Siehe: Brabanter Bellefleur                                                                                           | Siehe: Brabanter Bellefleur                                                            | Siehe: Brabanter Bellefleur                                                    |
| Petit Jaune |                                                                                |                                                                                | | Herstellung von Cidre                                                                  | o                                                                              |
| Petit Pigeonnet | Siehe: Sommer-Zimtapfel                                                        | Siehe: Sommer-Zimtapfel                                                        | Siehe: Sommer-Zimtapfel                                                                                               | Siehe: Sommer-Zimtapfel                                                                | Siehe: Sommer-Zimtapfel                                                        |
| Petit Pippin |                                                                                |                                                                                | |                                                                                        | f                                                                              |
| Petite Belle Fleur | Siehe: Brabanter Bellefleur                                                    | Siehe: Brabanter Bellefleur                                                    | Siehe: Brabanter Bellefleur                                                                                           | Siehe: Brabanter Bellefleur                                                            | Siehe: Brabanter Bellefleur                                                    |
| Petite Bonne Ente | Siehe: Brabanter Bellefleur                                                    | Siehe: Brabanter Bellefleur                                                    | Siehe: Brabanter Bellefleur                                                                                           | Siehe: Brabanter Bellefleur                                                            | Siehe: Brabanter Bellefleur                                                    |
| Petite Douce Rousse |                                                                                |                                                                                | |                                                                                        |                                                                                |
| Petrel |                                                                                |                                                                                | |                                                                                        | e                                                                              |
| Petrovace |                                                                                |                                                                                | |                                                                                        |                                                                                |
| Petrovka |                                                                                |                                                                                | |                                                                                        |                                                                                |
| Pettingill |                                                                                |                                                                                | |                                                                                        | a                                                                              |
| Peupions Renette |                                                                                |                                                                                | |                                                                                        | h (Nr. 129, S. 145)                                                            |
| Pewaukee |                                                                                |                                                                                | |                                                                                        | f                                                                              |
| Peypring Cerueuko |                                                                                |                                                                                | |                                                                                        | e                                                                              |
| Pfaffenapfel | Siehe: Spitzwissiker                                                           | Siehe: Spitzwissiker                                                           | Siehe: Spitzwissiker                                                                                                  | Siehe: Spitzwissiker                                                                   | Siehe: Spitzwissiker                                                           |
| Pfaffenhofer Schmelzling |                                                                                |                                                                                | |                                                                                        | j                                                                              |
| Pfälzer Streifling |                                                                                |                                                                                | |                                                                                        | p (S. 511)                                                                     |
| Pfannkuchenapfel | Siehe: Altländer Pfannkuchenapfel                                              | Siehe: Altländer Pfannkuchenapfel                                              | Siehe: Altländer Pfannkuchenapfel                                                                                     | Siehe: Altländer Pfannkuchenapfel                                                      | Siehe: Altländer Pfannkuchenapfel                                              |
| Pfarrer |                                                                                |                                                                                | |                                                                                        | o                                                                              |
| Pfaurubiner | Siehe: Rheinischer Winterrambur                                                | Siehe: Rheinischer Winterrambur                                                | Siehe: Rheinischer Winterrambur                                                                                       | Siehe: Rheinischer Winterrambur                                                        | Siehe: Rheinischer Winterrambur                                                |
| Pfefferapfel |                                                                                |                                                                                | |                                                                                        | o                                                                              |
| Pfingstapfel | Siehe: Wagenerapfel                                                            | Siehe: Wagenerapfel                                                            | Siehe: Wagenerapfel                                                                                                   | Siehe: Wagenerapfel                                                                    | Siehe: Wagenerapfel                                                            |
| Pfirsichroter Sommerapfel (oder: Jenaer Rosenapfel, Pfirsichroter Sommerrosenapfel, Sommer-Rosenapfel)                                                                                                  |                                                                                |                                                                                | | Beschreibung                                                                           | f, h (Nr. 208, S. 230), j, o                                                   |
| Pfirsichroter Sommerrosenapfel | Siehe: Pfirsichroter Sommerapfel                                               | Siehe: Pfirsichroter Sommerapfel                                               | Siehe: Pfirsichroter Sommerapfel                                                                                      | Siehe: Pfirsichroter Sommerapfel                                                       | Siehe: Pfirsichroter Sommerapfel                                               |
| Pförtener Klarapfel |                                                                                |                                                                                | |                                                                                        | j                                                                              |
| Pförtener Roter |                                                                                |                                                                                | |                                                                                        | j                                                                              |
| Pfotenhauers Renette |                                                                                |                                                                                | |                                                                                        | h (Nr. 473, S. 526), o                                                         |
| Pfundapfel | Siehe: Gloria Mundi, Großer Gestreifter Rambour, Großer Rambur, Hausmütterchen | Siehe: Gloria Mundi, Großer Gestreifter Rambour, Großer Rambur, Hausmütterchen | Siehe: Gloria Mundi, Großer Gestreifter Rambour, Großer Rambur, Hausmütterchen                                        | Siehe: Gloria Mundi, Großer Gestreifter Rambour, Großer Rambur, Hausmütterchen         | Siehe: Gloria Mundi, Großer Gestreifter Rambour, Großer Rambur, Hausmütterchen |
| Philadelphia |                                                                                |                                                                                | |                                                                                        | f                                                                              |
| Pi 80 | Siehe: Supporter 4                                                             | Siehe: Supporter 4                                                             | Siehe: Supporter 4 | Siehe: Supporter 4                                                                     | Siehe: Supporter 4                                                             |
| Pia |                                                                                |                                                                                | |                                                                                        | j, o                                                                           |
| Pickering's Seedling |                                                                                |                                                                                | |                                                                                        | f                                                                              |
| Picta Striata |                                                                                |                                                                                | | Holzapfelsorte                                                                         |                                                                                |
| Pidi |                                                                                |                                                                                | |                                                                                        | j, o                                                                           |
| Piedmont |                                                                                |                                                                                | |                                                                                        |                                                                                |
| Piękna z Herrnhut | Siehe: Schöner Von Herrnhut                                                    | Siehe: Schöner Von Herrnhut                                                    | Siehe: Schöner Von Herrnhut                                                                                           | Siehe: Schöner Von Herrnhut                                                            | Siehe: Schöner Von Herrnhut                                                    |
| Pierre |                                                                                |                                                                                | |                                                                                        | o                                                                              |
| Piflora |                                                                                |                                                                                | |                                                                                        | j, o                                                                           |
| Pig's Nose Pippin |                                                                                |                                                                                | |                                                                                        | f                                                                              |
| Pig's Snout |                                                                                |                                                                                | |                                                                                        | f                                                                              |
| Pigeon |                                                                                |                                                                                | |                                                                                        |                                                                                |
| Pigeon Bigarré | Siehe: Sommer-Zimtapfel                                                        | Siehe: Sommer-Zimtapfel                                                        | Siehe: Sommer-Zimtapfel                                                                                               | Siehe: Sommer-Zimtapfel                                                                | Siehe: Sommer-Zimtapfel                                                        |
| Pigeon De Jérusalem | Siehe: Roter Wintertaubenapfel                                                 | Siehe: Roter Wintertaubenapfel                                                 | Siehe: Roter Wintertaubenapfel                                                                                        | Siehe: Roter Wintertaubenapfel                                                         | Siehe: Roter Wintertaubenapfel                                                 |
| Pigeon Rouge D'Automne | Siehe: Sommer-Zimtapfel                                                        | Siehe: Sommer-Zimtapfel                                                        | Siehe: Sommer-Zimtapfel                                                                                               | Siehe: Sommer-Zimtapfel                                                                | Siehe: Sommer-Zimtapfel                                                        |
| Pigeonartige Renette |                                                                                |                                                                                | |                                                                                        | h (Nr. 398, S. 446)                                                            |
| Pigeonnet | Siehe: Sommer-Zimtapfel                                                        | Siehe: Sommer-Zimtapfel                                                        | Siehe: Sommer-Zimtapfel                                                                                               | Siehe: Sommer-Zimtapfel                                                                | Siehe: Sommer-Zimtapfel                                                        |
| Pigeonnet Anglais |                                                                                |                                                                                | |                                                                                        |                                                                                |
| Pigeonnet Blanc | Siehe: Sommer-Zimtapfel                                                        | Siehe: Sommer-Zimtapfel                                                        | Siehe: Sommer-Zimtapfel                                                                                               | Siehe: Sommer-Zimtapfel                                                                | Siehe: Sommer-Zimtapfel                                                        |
| Pigeonnet Blanc D'Été | Siehe: Sommer-Zimtapfel                                                        | Siehe: Sommer-Zimtapfel                                                        | Siehe: Sommer-Zimtapfel                                                                                               | Siehe: Sommer-Zimtapfel                                                                | Siehe: Sommer-Zimtapfel                                                        |
| Pigeonnet Commun | Siehe: Pigeonnet Rouge                                                         | Siehe: Pigeonnet Rouge                                                         | Siehe: Pigeonnet Rouge                                                                                                | Siehe: Pigeonnet Rouge                                                                 | Siehe: Pigeonnet Rouge                                                         |
| Pigeonnet Credé |                                                                                |                                                                                | |                                                                                        |                                                                                |
| Pigeonnet D'Armor | Siehe: Galeuse                                                                 | Siehe: Galeuse                                                                 | Siehe: Galeuse | Siehe: Galeuse                                                                         | Siehe: Galeuse                                                                 |
| Pigeonnet De Jérusalem | Siehe: Roter Wintertaubenapfel                                                 | Siehe: Roter Wintertaubenapfel                                                 | Siehe: Roter Wintertaubenapfel                                                                                        | Siehe: Roter Wintertaubenapfel                                                         | Siehe: Roter Wintertaubenapfel                                                 |
| Pigeonnet De Rouen | Siehe: Sommer-Zimtapfel                                                        | Siehe: Sommer-Zimtapfel                                                        | Siehe: Sommer-Zimtapfel                                                                                               | Siehe: Sommer-Zimtapfel                                                                | Siehe: Sommer-Zimtapfel                                                        |
| Pigeonnet Diane D'Hiver |                                                                                |                                                                                | |                                                                                        |                                                                                |
| Pigeonnet Galeuse | Siehe: Galeuse                                                                 | Siehe: Galeuse                                                                 | Siehe: Galeuse | Siehe: Galeuse                                                                         | Siehe: Galeuse                                                                 |
| Pigeonnet Gros De Rouen | Siehe: Sommer-Zimtapfel                                                        | Siehe: Sommer-Zimtapfel                                                        | Siehe: Sommer-Zimtapfel                                                                                               | Siehe: Sommer-Zimtapfel                                                                | Siehe: Sommer-Zimtapfel                                                        |
| Pigeonnet Lucas |                                                                                |                                                                                | |                                                                                        |                                                                                |
| Pigeonnet Nathusius | Siehe: Nathusius’ Taubenapfel                                                  | Siehe: Nathusius’ Taubenapfel                                                  | Siehe: Nathusius’ Taubenapfel                                                                                         | Siehe: Nathusius’ Taubenapfel                                                          | Siehe: Nathusius’ Taubenapfel                                                  |
| Pigeonnet Oberdieck |                                                                                |                                                                                | |                                                                                        |                                                                                |
| Pigeonnet Rouge (oder: Pigeonnet Commun) |                                                                                |                                                                                | |                                                                                        | e, o                                                                           |
| Pigeonnette | Siehe: Sommer-Zimtapfel                                                        | Siehe: Sommer-Zimtapfel                                                        | Siehe: Sommer-Zimtapfel                                                                                               | Siehe: Sommer-Zimtapfel                                                                | Siehe: Sommer-Zimtapfel                                                        |
| Pigeonnette Blanc D'Été | Siehe: Sommer-Zimtapfel                                                        | Siehe: Sommer-Zimtapfel                                                        | Siehe: Sommer-Zimtapfel                                                                                               | Siehe: Sommer-Zimtapfel                                                                | Siehe: Sommer-Zimtapfel                                                        |
| Pigeonnette Gros De Rouen | Siehe: Sommer-Zimtapfel                                                        | Siehe: Sommer-Zimtapfel                                                        | Siehe: Sommer-Zimtapfel                                                                                               | Siehe: Sommer-Zimtapfel                                                                | Siehe: Sommer-Zimtapfel                                                        |
| Pikant |                                                                                | Undine x Carola                                                                | |                                                                                        | j, o, t                                                                        |
| Pikkolo |                                                                                | Clivia x Auralia                                                               | |                                                                                        | f, j, o, t                                                                     |
| Pikora |                                                                                |                                                                                | |                                                                                        | j                                                                              |
| Pikosa |                                                                                | Pirella x Idared                                                               | |                                                                                        | j, o, t                                                                        |
| Pilana |                                                                                | Pirella x Idared                                                               | |                                                                                        | j, o, t                                                                        |
| Piles Russet |                                                                                |                                                                                | |                                                                                        | o                                                                              |
| Pillnitzer Roter 1 |                                                                                |                                                                                | |                                                                                        | j                                                                              |
| Pillnitzer Roter 2 |                                                                                |                                                                                | |                                                                                        | j                                                                              |
| Pilot |                                                                                | Clivia × Undine                                                                | 1988 (Markteinführung) in Dresden-Pillnitz, sächsisches Institut für Obstforschung                                    |                                                                                        | a, f, j, o                                                                     |
| Piltsamasskoe Zimnee |                                                                                |                                                                                | |                                                                                        | f                                                                              |
| Pimona |                                                                                | Clivia x Undine                                                                | |                                                                                        | j, o, t                                                                        |
| Pimora |                                                                                |                                                                                | |                                                                                        | o                                                                              |
| Pinata | Siehe: Pinova                                                                  | Siehe: Pinova                                                                  | Siehe: Pinova | Siehe: Pinova                                                                          | Siehe: Pinova                                                                  |
| Pine Apple Russet |                                                                                |                                                                                | |                                                                                        | f                                                                              |
| Pine Golden Pippin |                                                                                |                                                                                | |                                                                                        | a, f                                                                           |
| Pine Stump |                                                                                |                                                                                | |                                                                                        |                                                                                |
| Pinett |                                                                                |                                                                                | |                                                                                        | j                                                                              |
| Pingo |                                                                                | Idared x Bancroft                                                              | |                                                                                        | e, j, o, t                                                                     |
| Pink Belle (oder: Plfog 99) |                                                                                | Sport von Cripps Pink                                                          | |                                                                                        |                                                                                |
| Pink Lady | Siehe: Cripps Pink                                                             | Siehe: Cripps Pink                                                             | Siehe: Cripps Pink | Siehe: Cripps Pink                                                                     | Siehe: Cripps Pink                                                             |
| Pink Pearl |                                                                                |                                                                                | 1944 in Kalifornien, USA                                                                                              |                                                                                        | a, c, o                                                                        |
| Pink Pearmain |                                                                                |                                                                                | |                                                                                        | a                                                                              |
| Pink Princess |                                                                                |                                                                                | |                                                                                        | a                                                                              |
| Pink Rose |                                                                                | Sport von Cripps Pink                                                          | |                                                                                        |                                                                                |
| Pink Sparkle |                                                                                |                                                                                | |                                                                                        | a, e                                                                           |
| Pink Wood |                                                                                |                                                                                | |                                                                                        | e                                                                              |
| Pinnacle |                                                                                |                                                                                | |                                                                                        |                                                                                |
| Pinner Seedling |                                                                                |                                                                                | |                                                                                        | f                                                                              |
| Pinova (oder: Corail, Pinata, Sonata) |                                                                                | Clivia × Golden Delicious                                                      | 1986 in Dresden-Pillnitz. Züchter: Heinz Murawski, J. Schmadlak, Manfred Fischer und Christa Fischer                  |                                                                                        | a, c, d, f, j, o                                                               |
| Pioneer |                                                                                |                                                                                | |                                                                                        | a                                                                              |
| Pioneer 1 |                                                                                | Cox Orange × Unbekannt                                                         | |                                                                                        |                                                                                |
| Piper |                                                                                |                                                                                | |                                                                                        |                                                                                |
| Pippin Dieu | Siehe: Api                                                                     | Siehe: Api                                                                     | Siehe: Api | Siehe: Api                                                                             | Siehe: Api                                                                     |
| Pippin Rose | Siehe: Api                                                                     | Siehe: Api                                                                     | Siehe: Api | Siehe: Api                                                                             | Siehe: Api                                                                     |
| Pirella (oder: Pirol) |                                                                                | Golden Delicious x Alkmene                                                     | |                                                                                        | o, t                                                                           |
| Pirina |                                                                                |                                                                                | |                                                                                        | j                                                                              |
| Pirja |                                                                                |                                                                                | |                                                                                        | f                                                                              |
| Pirminecher |                                                                                |                                                                                | |                                                                                        | o                                                                              |
| Pirol | Siehe: Pirella                                                                 | Siehe: Pirella                                                                 | Siehe: Pirella | Siehe: Pirella                                                                         | Siehe: Pirella                                                                 |
| Piros |                                                                                | Helios × Apollo                                                                | Dresden-Pillnitz |                                                                                        | f, j, o                                                                        |
| Pirouette |                                                                                |                                                                                | |                                                                                        |                                                                                |
| Pisaxa |                                                                                | (Alkmene x Undine) x Pinova                                                    | |                                                                                        | j, o, t                                                                        |
| Pitmaston Nonpareil |                                                                                |                                                                                | |                                                                                        | o                                                                              |
| Pitmaston Pine Apple | Siehe: Pitmaston Pineapple                                                     | Siehe: Pitmaston Pineapple                                                     | Siehe: Pitmaston Pineapple                                                                                            | Siehe: Pitmaston Pineapple                                                             | Siehe: Pitmaston Pineapple                                                     |
| Pitmaston Pineapple (oder: Pitmaston Pine Apple) |                                                                                |                                                                                | 1785 in Moseley, Worcester, England                                                                                   |                                                                                        | c, e, f                                                                        |
| Pitmaston Pineapple X 692 |                                                                                |                                                                                | |                                                                                        | e                                                                              |
| Pitmaston Russet Nonpareil |                                                                                |                                                                                | |                                                                                        | f                                                                              |
| Pivita |                                                                                | Pinova x Idared                                                                | |                                                                                        | j, o, t                                                                        |
| Pixie |                                                                                |                                                                                | 1947 in England |                                                                                        | a, c, e, f, o                                                                  |
| Pixie Crunch (oder: Coop 33) |                                                                                |                                                                                | |                                                                                        | a, e, j                                                                        |
| Pixie Red Sport (oder: Red Pixie) |                                                                                |                                                                                | |                                                                                        | f                                                                              |
| Pladei |                                                                                |                                                                                | |                                                                                        | f, o                                                                           |
| Plankenapfel | Siehe: Schmidberger Renette                                                    | Siehe: Schmidberger Renette                                                    | Siehe: Schmidberger Renette                                                                                           | Siehe: Schmidberger Renette                                                            | Siehe: Schmidberger Renette                                                    |
| Platomelum | Siehe: Sommer-Parmäne                                                          | Siehe: Sommer-Parmäne                                                          | Siehe: Sommer-Parmäne                                                                                                 | Siehe: Sommer-Parmäne                                                                  | Siehe: Sommer-Parmäne                                                          |
| Platte Gestreifte Winterrenette |                                                                                |                                                                                | |                                                                                        | o                                                                              |
| Platter Rosenapfel | Siehe: Bechtheimer                                                             | Siehe: Bechtheimer                                                             | Siehe: Bechtheimer | Siehe: Bechtheimer                                                                     | Siehe: Bechtheimer                                                             |
| Platter Streifling |                                                                                |                                                                                | | Benannt durch Richard Zorn.                                                            | p (S. 515)                                                                     |
| Platter Winter-Rambour |                                                                                |                                                                                | |                                                                                        | p (S. 516)                                                                     |
| Plattlederapfel |                                                                                |                                                                                | |                                                                                        |                                                                                |
| Plbar B 1 |                                                                                | Sport von Cripps Pink                                                          | |                                                                                        |                                                                                |
| Pleissner Rambur | Siehe: Geflammter Kardinal                                                     | Siehe: Geflammter Kardinal                                                     | Siehe: Geflammter Kardinal                                                                                            | Siehe: Geflammter Kardinal                                                             | Siehe: Geflammter Kardinal                                                     |
| Pleissener Sommerrambur | Siehe: Geflammter Kardinal                                                     | Siehe: Geflammter Kardinal                                                     | Siehe: Geflammter Kardinal                                                                                            | Siehe: Geflammter Kardinal                                                             | Siehe: Geflammter Kardinal                                                     |
| Plena |                                                                                |                                                                                | |                                                                                        | e                                                                              |
| Plfog 99 | Siehe: Pink Belle                                                              | Siehe: Pink Belle                                                              | Siehe: Pink Belle | Siehe: Pink Belle                                                                      | Siehe: Pink Belle                                                              |
| Plinaling | Siehe: Brünnerling                                                             | Siehe: Brünnerling                                                             | Siehe: Brünnerling | Siehe: Brünnerling                                                                     | Siehe: Brünnerling                                                             |
| Plmas 98 | Siehe: Maslin                                                                  | Siehe: Maslin                                                                  | Siehe: Maslin | Siehe: Maslin                                                                          | Siehe: Maslin                                                                  |
| Plumb Cider |                                                                                |                                                                                | |                                                                                        |                                                                                |
| Plymouth Cross |                                                                                |                                                                                | |                                                                                        | f                                                                              |
| Plympton King |                                                                                |                                                                                | |                                                                                        | f                                                                              |
| Pobeda Chernenko |                                                                                |                                                                                | |                                                                                        | f                                                                              |
| Pocomoke |                                                                                |                                                                                | |                                                                                        | e                                                                              |
| Poeltsamaa Winter Apple |                                                                                |                                                                                | |                                                                                        | e                                                                              |
| Pohjolan Ruusu |                                                                                |                                                                                | |                                                                                        | o                                                                              |
| Pohls Schlotterapfel |                                                                                |                                                                                | |                                                                                        | j                                                                              |
| Pohorka |                                                                                |                                                                                | 1960 in Slowenien |                                                                                        | e, f, j, o                                                                     |
| Pojnik-Apfel |                                                                                |                                                                                | |                                                                                        | o                                                                              |
| Polka | Siehe: Trajan                                                                  | Siehe: Trajan                                                                  | Siehe: Trajan | Siehe: Trajan                                                                          | Siehe: Trajan                                                                  |
| Pollein |                                                                                |                                                                                | |                                                                                        |                                                                                |
| Polly |                                                                                |                                                                                | |                                                                                        | f                                                                              |
| Polly Prosser |                                                                                | Cox Orange × Unbekannt                                                         | |                                                                                        | f                                                                              |
| Polnische Zuckerparmäne |                                                                                |                                                                                | |                                                                                        | o                                                                              |
| Polnischer Moronki |                                                                                |                                                                                | |                                                                                        | o                                                                              |
| Polnischer Papierapfel |                                                                                |                                                                                | |                                                                                        | h (Nr. 671, S. 747), o                                                         |
| Polnischer Zuckerapfel |                                                                                |                                                                                | |                                                                                        | h (Nr. 661, S. 737), o                                                         |
| Pomaranczowe Coxa | Siehe: Cox Orange                                                              | Siehe: Cox Orange                                                              | Siehe: Cox Orange | Siehe: Cox Orange                                                                      | Siehe: Cox Orange                                                              |
| Pomeranzenapfel (oder: Pomme Orange D'Allemagne) |                                                                                |                                                                                | |                                                                                        | h (Nr. 300, S. 337)                                                            |
| Pomeranzenapfel | Siehe: Breitacher                                                              | Siehe: Breitacher                                                              | Siehe: Breitacher | Siehe: Breitacher                                                                      | Siehe: Breitacher                                                              |
| Pomeroy Of Somerset |                                                                                |                                                                                | |                                                                                        | f                                                                              |
| Pomewater |                                                                                |                                                                                | 13. Jahrhundert in England                                                                                            |                                                                                        | g (S. 39)                                                                      |
| Pomfit |                                                                                |                                                                                | |                                                                                        | o                                                                              |
| Pomfital |                                                                                |                                                                                | |                                                                                        | o                                                                              |
| Pomgold |                                                                                |                                                                                | |                                                                                        | o                                                                              |
| Pomme A Cotes |                                                                                |                                                                                | |                                                                                        | f                                                                              |
| Pomme À La Dame |                                                                                |                                                                                | |                                                                                        | o                                                                              |
| Pomme À Miel |                                                                                |                                                                                | |                                                                                        | o                                                                              |
| Pomme Appease | Siehe: Api                                                                     | Siehe: Api                                                                     | Siehe: Api | Siehe: Api                                                                             | Siehe: Api                                                                     |
| Pomme Avant Toutes | Siehe: Sommer-Gewürzapfel                                                      | Siehe: Sommer-Gewürzapfel                                                      | Siehe: Sommer-Gewürzapfel                                                                                             | Siehe: Sommer-Gewürzapfel                                                              | Siehe: Sommer-Gewürzapfel                                                      |
| Pomme Balai |                                                                                |                                                                                | |                                                                                        |                                                                                |
| Pomme Béa |                                                                                |                                                                                | |                                                                                        |                                                                                |
| Pomme Belle-Fleur Dachy (oder: Belle-Fleur Dachy) |                                                                                |                                                                                | |                                                                                        |                                                                                |
| Pomme Bovarde |                                                                                |                                                                                | |                                                                                        | o                                                                              |
| Pomme Cloche | Siehe: Glockenapfel                                                            | Siehe: Glockenapfel                                                            | Siehe: Glockenapfel                                                                                                   | Siehe: Glockenapfel                                                                    | Siehe: Glockenapfel                                                            |
| Pomme Crotte |                                                                                |                                                                                | |                                                                                        | f                                                                              |
| Pomme D'Amour |                                                                                |                                                                                | |                                                                                        | f                                                                              |
| Pomme D'Amour Rouge | Siehe: Danziger Kantapfel                                                      | Siehe: Danziger Kantapfel                                                      | Siehe: Danziger Kantapfel                                                                                             | Siehe: Danziger Kantapfel                                                              | Siehe: Danziger Kantapfel                                                      |
| Pomme D'Api | Siehe: Api                                                                     | Siehe: Api                                                                     | Siehe: Api | Siehe: Api                                                                             | Siehe: Api                                                                     |
| Pomme D'Api Rouge | Siehe: Api                                                                     | Siehe: Api                                                                     | Siehe: Api | Siehe: Api                                                                             | Siehe: Api                                                                     |
| Pomme D'Apis | Siehe: Api                                                                     | Siehe: Api                                                                     | Siehe: Api | Siehe: Api                                                                             | Siehe: Api                                                                     |
| Pomme De Blenheim | Siehe: Blenheim                                                                | Siehe: Blenheim                                                                | Siehe: Blenheim | Siehe: Blenheim                                                                        | Siehe: Blenheim                                                                |
| Pomme De Bleue |                                                                                |                                                                                | |                                                                                        | o                                                                              |
| Pomme De Bohémien | Siehe: Brauner Matapfel                                                        | Siehe: Brauner Matapfel                                                        | Siehe: Brauner Matapfel                                                                                               | Siehe: Brauner Matapfel                                                                | Siehe: Brauner Matapfel                                                        |
| Pomme De Bouet |                                                                                |                                                                                | | Herstellung von Cidre                                                                  |                                                                                |
| Pomme De Cannelle | Siehe: Sommer-Zimtapfel                                                        | Siehe: Sommer-Zimtapfel                                                        | Siehe: Sommer-Zimtapfel                                                                                               | Siehe: Sommer-Zimtapfel                                                                | Siehe: Sommer-Zimtapfel                                                        |
| Pomme De Cardinal | Siehe: Api                                                                     | Siehe: Api                                                                     | Siehe: Api | Siehe: Api                                                                             | Siehe: Api                                                                     |
| Pomme De Charbon | Siehe: Brauner Matapfel                                                        | Siehe: Brauner Matapfel                                                        | Siehe: Brauner Matapfel                                                                                               | Siehe: Brauner Matapfel                                                                | Siehe: Brauner Matapfel                                                        |
| Pomme De Choux A Nez Creux |                                                                                |                                                                                | |                                                                                        | f                                                                              |
| Pomme De Coeur | Siehe: Rote Sternrenette                                                       | Siehe: Rote Sternrenette                                                       | Siehe: Rote Sternrenette                                                                                              | Siehe: Rote Sternrenette                                                               | Siehe: Rote Sternrenette                                                       |
| Pomme De Dame | Siehe: Brauner Matapfel                                                        | Siehe: Brauner Matapfel                                                        | Siehe: Brauner Matapfel                                                                                               | Siehe: Brauner Matapfel                                                                | Siehe: Brauner Matapfel                                                        |
| Pomme De Faro | Siehe: Faros                                                                   | Siehe: Faros                                                                   | Siehe: Faros | Siehe: Faros                                                                           | Siehe: Faros                                                                   |
| Pomme De Faros | Siehe: Faros                                                                   | Siehe: Faros                                                                   | Siehe: Faros | Siehe: Faros                                                                           | Siehe: Faros                                                                   |
| Pomme De Fer | Siehe: Rote Winter-Parmäne                                                     | Siehe: Rote Winter-Parmäne                                                     | Siehe: Rote Winter-Parmäne                                                                                            | Siehe: Rote Winter-Parmäne                                                             | Siehe: Rote Winter-Parmäne                                                     |
| Pomme De Feu |                                                                                |                                                                                | |                                                                                        | f                                                                              |
| Pomme De Glace |                                                                                |                                                                                | |                                                                                        | f                                                                              |
| Pomme De Grignon | Siehe: Apfel Aus Grignon                                                       | Siehe: Apfel Aus Grignon                                                       | Siehe: Apfel Aus Grignon                                                                                              | Siehe: Apfel Aus Grignon                                                               | Siehe: Apfel Aus Grignon                                                       |
| Pomme De Lady | Siehe: Api                                                                     | Siehe: Api                                                                     | Siehe: Api | Siehe: Api                                                                             | Siehe: Api                                                                     |
| Pomme De L'Estre | Siehe: De L'Estre                                                              | Siehe: De L'Estre                                                              | Siehe: De L'Estre | Siehe: De L'Estre                                                                      | Siehe: De L'Estre                                                              |
| Pomme De Long Bois | Siehe: Api                                                                     | Siehe: Api                                                                     | Siehe: Api | Siehe: Api                                                                             | Siehe: Api                                                                     |
| Pomme De Marais |                                                                                |                                                                                | |                                                                                        |                                                                                |
| Pomme De Maure | Siehe: Brauner Matapfel                                                        | Siehe: Brauner Matapfel                                                        | Siehe: Brauner Matapfel                                                                                               | Siehe: Brauner Matapfel                                                                | Siehe: Brauner Matapfel                                                        |
| Pomme De Moi |                                                                                |                                                                                | | Herstellung von Cidre                                                                  |                                                                                |
| Pomme De Reval | Siehe: Weißer Klarapfel                                                        | Siehe: Weißer Klarapfel                                                        | Siehe: Weißer Klarapfel                                                                                               | Siehe: Weißer Klarapfel                                                                | Siehe: Weißer Klarapfel                                                        |
| Pomme De Rose |                                                                                |                                                                                | |                                                                                        | o                                                                              |
| Pomme De Rosée |                                                                                |                                                                                | |                                                                                        |                                                                                |
| Pomme De Transylvanie | Siehe: Batullenapfel                                                           | Siehe: Batullenapfel                                                           | Siehe: Batullenapfel                                                                                                  | Siehe: Batullenapfel                                                                   | Siehe: Batullenapfel                                                           |
| Pomme De Viande |                                                                                |                                                                                | |                                                                                        |                                                                                |
| Pomme D'Enfer |                                                                                |                                                                                | |                                                                                        | f, g (S. 253)                                                                  |
| Pomme Dieu | Siehe: Api                                                                     | Siehe: Api                                                                     | Siehe: Api | Siehe: Api                                                                             | Siehe: Api                                                                     |
| Pomme D'Or | Siehe: Goldzeugapfel                                                           | Siehe: Goldzeugapfel                                                           | Siehe: Goldzeugapfel                                                                                                  | Siehe: Goldzeugapfel                                                                   | Siehe: Goldzeugapfel                                                           |
| Pomme D'Orange | Siehe: Orange                                                                  | Siehe: Orange                                                                  | Siehe: Orange | Siehe: Orange                                                                          | Siehe: Orange                                                                  |
| Pomme Du Limousin |                                                                                |                                                                                | |                                                                                        |                                                                                |
| Pomme Du Viez |                                                                                |                                                                                | |                                                                                        | f                                                                              |
| Pomme Eiser Rouge | Siehe: Roter Eiserapfel                                                        | Siehe: Roter Eiserapfel                                                        | Siehe: Roter Eiserapfel                                                                                               | Siehe: Roter Eiserapfel                                                                | Siehe: Roter Eiserapfel                                                        |
| Pomme Fraise |                                                                                |                                                                                | |                                                                                        | o                                                                              |
| Pomme Framboise | Siehe: Gestreifter Herbstkalvill                                               | Siehe: Gestreifter Herbstkalvill                                               | Siehe: Gestreifter Herbstkalvill                                                                                      | Siehe: Gestreifter Herbstkalvill                                                       | Siehe: Gestreifter Herbstkalvill                                               |
| Pomme Glacée D'Été | Siehe: Weißer Astrachan                                                        | Siehe: Weißer Astrachan                                                        | Siehe: Weißer Astrachan                                                                                               | Siehe: Weißer Astrachan                                                                | Siehe: Weißer Astrachan                                                        |
| Pomme Grandée |                                                                                |                                                                                | |                                                                                        | o                                                                              |
| Pomme Gris |                                                                                |                                                                                | |                                                                                        |                                                                                |
| Pomme Mercier |                                                                                |                                                                                | |                                                                                        | o                                                                              |
| Pomme Noire |                                                                                |                                                                                | |                                                                                        | f                                                                              |
| Pomme Noire D'Hiver | Siehe: Brauner Matapfel                                                        | Siehe: Brauner Matapfel                                                        | Siehe: Brauner Matapfel                                                                                               | Siehe: Brauner Matapfel                                                                | Siehe: Brauner Matapfel                                                        |
| Pomme Orange D'Allemagne | Siehe: Pomeranzenapfel                                                         | Siehe: Pomeranzenapfel                                                         | Siehe: Pomeranzenapfel                                                                                                | Siehe: Pomeranzenapfel                                                                 | Siehe: Pomeranzenapfel                                                         |
| Pomme Passe-Böhmer | Siehe: Böhmer                                                                  | Siehe: Böhmer                                                                  | Siehe: Böhmer | Siehe: Böhmer                                                                          | Siehe: Böhmer                                                                  |
| Pomme Raisin |                                                                                |                                                                                | |                                                                                        | e                                                                              |
| Pomme Rose | Siehe: Api                                                                     | Siehe: Api                                                                     | Siehe: Api | Siehe: Api                                                                             | Siehe: Api                                                                     |
| Pomme Royale | Siehe: Dyer                                                                    | Siehe: Dyer                                                                    | Siehe: Dyer | Siehe: Dyer                                                                            | Siehe: Dyer                                                                    |
| Pomme Sanguinole | Siehe: Blutapfel                                                               | Siehe: Blutapfel                                                               | Siehe: Blutapfel | Siehe: Blutapfel                                                                       | Siehe: Blutapfel                                                               |
| Pomme Satin | Siehe: Atlas                                                                   | Siehe: Atlas                                                                   | Siehe: Atlas | Siehe: Atlas                                                                           | Siehe: Atlas                                                                   |
| Pomme Thoury |                                                                                |                                                                                | |                                                                                        | e                                                                              |
| Pomme Tricolore |                                                                                |                                                                                | |                                                                                        | o                                                                              |
| Pomme Zimmet | Siehe: Sommer-Zimtapfel                                                        | Siehe: Sommer-Zimtapfel                                                        | Siehe: Sommer-Zimtapfel                                                                                               | Siehe: Sommer-Zimtapfel                                                                | Siehe: Sommer-Zimtapfel                                                        |
| Pommerscher Krummstiel (oder: Krummstengel, Krummstiel) |                                                                                |                                                                                | |                                                                                        | f, j, o                                                                        |
| Pommerscher Langsüßer (oder: Englischer Pfeifenapfel, Junkerapfel, Langsüßer, Süßapfel, Süßer Prinzenapfel)                                                                                             |                                                                                |                                                                                | vor 1883 in Lustebuhr in Hinterpommern. Züchter: Rittergutsbesitzer von Kamecke                                       |                                                                                        | j, o                                                                           |
| Pommerscher Schneeapfel |                                                                                |                                                                                | |                                                                                        | j, o                                                                           |
| Pommier Creux |                                                                                |                                                                                | |                                                                                        |                                                                                |
| Pomona | Siehe: Cox Pomona                                                              | Siehe: Cox Pomona                                                              | Siehe: Cox Pomona | Siehe: Cox Pomona                                                                      | Siehe: Cox Pomona                                                              |
| Pomone D'Apis | Siehe: Api                                                                     | Siehe: Api                                                                     | Siehe: Api | Siehe: Api                                                                             | Siehe: Api                                                                     |
| Pompes Roter |                                                                                |                                                                                | |                                                                                        | s                                                                              |
| Pomphelias Renette |                                                                                |                                                                                | |                                                                                        | h (Nr. 608, S. 675)                                                            |
| Pomredrobust (oder: Ak 51-11-95) |                                                                                |                                                                                | |                                                                                        | o, r (S. 2)                                                                    |
| Pomvital |                                                                                |                                                                                | |                                                                                        | j                                                                              |
| Ponsford |                                                                                |                                                                                | |                                                                                        | f                                                                              |
| Pontaferl | Siehe: Api                                                                     | Siehe: Api                                                                     | Siehe: Api | Siehe: Api                                                                             | Siehe: Api                                                                     |
| Ponyik Alma |                                                                                |                                                                                | |                                                                                        | f                                                                              |
| Poor Man's Profit |                                                                                |                                                                                | |                                                                                        | f                                                                              |
| Poorhouse |                                                                                |                                                                                | |                                                                                        |                                                                                |
| Pope's Scarlet Costard |                                                                                |                                                                                | |                                                                                        | f                                                                              |
| Popina |                                                                                |                                                                                | |                                                                                        | o                                                                              |
| Poppleton |                                                                                |                                                                                | |                                                                                        |                                                                                |
| Port Allen Russet |                                                                                |                                                                                | |                                                                                        | f                                                                              |
| Porter (oder: Porter's, Yellow Summer Pearmain) |                                                                                |                                                                                | um 1800 in den USA |                                                                                        | a, c, f, g (S. 254)                                                            |
| Porter's | Siehe: Porter                                                                  | Siehe: Porter                                                                  | Siehe: Porter | Siehe: Porter                                                                          | Siehe: Porter                                                                  |
| Porter's Perfection |                                                                                |                                                                                | |                                                                                        | a, f                                                                           |
| Portugiesische Lederreinette (oder: Graue Portugiesische Renette, Portugiesische Lederrenette, Reinette Grise De Portugal)                                                                              |                                                                                |                                                                                | vor 1798, Portugal |                                                                                        | f, g (S. 260), h (Nr. 563, S. 624), o, p (S. 343)                              |
| Porzenapfel |                                                                                |                                                                                | |                                                                                        | j, o                                                                           |
| Possarts Nalivia | Siehe: Antonowka                                                               | Siehe: Antonowka                                                               | Siehe: Antonowka | Siehe: Antonowka                                                                       | Siehe: Antonowka                                                               |
| Pot Pie Apple | Siehe: Winesap                                                                 | Siehe: Winesap                                                                 | Siehe: Winesap | Siehe: Winesap                                                                         | Siehe: Winesap                                                                 |
| Potter Cox | Siehe: Cox Orange Pippin (Potter)                                              | Siehe: Cox Orange Pippin (Potter)                                              | Siehe: Cox Orange Pippin (Potter)                                                                                     | Siehe: Cox Orange Pippin (Potter)                                                      | Siehe: Cox Orange Pippin (Potter)                                              |
| Potts Sämling (oder: Potts' Seedling) |                                                                                |                                                                                | 1849 (Markteinführung) in England. Züchter: Samuel Potts                                                              |                                                                                        | a, c, e, f, j, o                                                               |
| Potts' Seedling | Siehe: Potts Sämling                                                           | Siehe: Potts Sämling                                                           | Siehe: Potts Sämling                                                                                                  | Siehe: Potts Sämling                                                                   | Siehe: Potts Sämling                                                           |
| Pound Sweet |                                                                                |                                                                                | 1834 in Manchester, Connecticut, USA                                                                                  |                                                                                        | c                                                                              |
| Pourpre Et Or |                                                                                |                                                                                | |                                                                                        |                                                                                |
| Prager Streifling |                                                                                |                                                                                | |                                                                                        | o                                                                              |
| Prairie Fire |                                                                                |                                                                                | |                                                                                        | e                                                                              |
| Prairie Gold |                                                                                |                                                                                | |                                                                                        | e                                                                              |
| Prairie Spy |                                                                                |                                                                                | |                                                                                        | a, e, f                                                                        |
| Prairie Sun |                                                                                |                                                                                | |                                                                                        | e                                                                              |
| Prälatenapfel |                                                                                |                                                                                | |                                                                                        | p (S. 520)                                                                     |
| Präsident De Fays-Dumonceau |                                                                                |                                                                                | |                                                                                        | h (Nr. 277, S. 309)                                                            |
| Prema 96 (oder: Rockit) |                                                                                | Royal Gala (weiblich) x GS-2184 (männlich)                                     | Havelock North Fruit Company in Hawke’s Bay                                                                           | Patent                                                                                 |                                                                                |
| Prema 129 (oder: Dazzle) |                                                                                | Scired (weiblich) × Sweetie apples Prema 280 (männlich)                        | Allan G. White, Firma Horticulture and Food Research Institute of New Zealand Ltd.                                    | Patent                                                                                 |                                                                                |
| Prema 280 |                                                                                | Braeburn × Royal Gala                                                          | Allan G. White, 2006 (Patentantrag) in Neuseeland, Firma Horticulture and Food Research Institute of New Zealand Ltd. | Patent                                                                                 |                                                                                |
| Present Van Engeland |                                                                                |                                                                                | |                                                                                        | f                                                                              |
| Present Van Holland |                                                                                |                                                                                | |                                                                                        | f                                                                              |
| President |                                                                                |                                                                                | |                                                                                        |                                                                                |
| President Boudewijn |                                                                                | Cox Orange × Unbekannt                                                         | |                                                                                        | f                                                                              |
| President Descours |                                                                                |                                                                                | |                                                                                        | j                                                                              |
| President Descours-Desacres |                                                                                |                                                                                | |                                                                                        | e                                                                              |
| Président Roulin |                                                                                |                                                                                | |                                                                                        | j, o                                                                           |
| President van Dievoet |                                                                                |                                                                                | |                                                                                        |                                                                                |
| Preußenapfel | Siehe: Prinz Albrecht Von Preußen                                              | Siehe: Prinz Albrecht Von Preußen                                              | Siehe: Prinz Albrecht Von Preußen                                                                                     | Siehe: Prinz Albrecht Von Preußen                                                      | Siehe: Prinz Albrecht Von Preußen                                              |
| Pri 370-15 |                                                                                |                                                                                | |                                                                                        |                                                                                |
| Priam |                                                                                |                                                                                | |                                                                                        | a, e, o                                                                        |
| Pricilla |                                                                                |                                                                                | |                                                                                        | e                                                                              |
| Pride Of Washington | Siehe: Cantrel                                                                 | Siehe: Cantrel                                                                 | Siehe: Cantrel | Siehe: Cantrel                                                                         | Siehe: Cantrel                                                                 |
| Priener Georgiapfel |                                                                                |                                                                                | |                                                                                        | o                                                                              |
| Priestly |                                                                                |                                                                                | |                                                                                        |                                                                                |
| Prigglitzer Abendrot |                                                                                |                                                                                | |                                                                                        | o                                                                              |
| Prima (oder: Coop 2) |                                                                                |                                                                                | 1958 in USA |                                                                                        | a, c, d, f, j, o                                                               |
| Primate |                                                                                |                                                                                | |                                                                                        | a, f, h (Nr. 143, S. 163)                                                      |
| Prime Gold (oder: Primgold) |                                                                                |                                                                                | |                                                                                        | f                                                                              |
| Prime Red | Siehe: Akane                                                                   | Siehe: Akane                                                                   | Siehe: Akane | Siehe: Akane                                                                           | Siehe: Akane                                                                   |
| Prime Rouge | Siehe: Akane                                                                   | Siehe: Akane                                                                   | Siehe: Akane | Siehe: Akane                                                                           | Siehe: Akane                                                                   |
| Primerouge | Siehe: Akane                                                                   | Siehe: Akane                                                                   | Siehe: Akane | Siehe: Akane                                                                           | Siehe: Akane                                                                   |
| Primevere |                                                                                |                                                                                | |                                                                                        | e                                                                              |
| Primgold | Siehe: Prime Gold                                                              | Siehe: Prime Gold                                                              | Siehe: Prime Gold | Siehe: Prime Gold                                                                      | Siehe: Prime Gold                                                              |
| Primicia |                                                                                |                                                                                | |                                                                                        | o                                                                              |
| Primiera |                                                                                |                                                                                | |                                                                                        | o                                                                              |
| Primo |                                                                                |                                                                                | |                                                                                        | o                                                                              |
| Primrouge |                                                                                |                                                                                | |                                                                                        | e                                                                              |
| Primula |                                                                                |                                                                                | |                                                                                        | j                                                                              |
| Primus |                                                                                | Cox Orange × Unbekannt                                                         | |                                                                                        | e, f                                                                           |
| Prince Albert de Prusse | Siehe: Prinz Albrecht Von Preußen                                              | Siehe: Prinz Albrecht Von Preußen                                              | Siehe: Prinz Albrecht Von Preußen                                                                                     | Siehe: Prinz Albrecht Von Preußen                                                      | Siehe: Prinz Albrecht Von Preußen                                              |
| Prince Alfred |                                                                                |                                                                                | |                                                                                        | f                                                                              |
| Prince Bismarck | Siehe: Bismarckapfel                                                           | Siehe: Bismarckapfel                                                           | Siehe: Bismarckapfel                                                                                                  | Siehe: Bismarckapfel                                                                   | Siehe: Bismarckapfel                                                           |
| Prince Charles |                                                                                | Cox Orange × Unbekannt                                                         | |                                                                                        | f                                                                              |
| Prince Charming |                                                                                |                                                                                | |                                                                                        | e                                                                              |
| Prince Edward |                                                                                |                                                                                | |                                                                                        | f                                                                              |
| Prince Gala (oder: Gala Must, Regal Prince) |                                                                                |                                                                                | |                                                                                        | f, j                                                                           |
| Prince George |                                                                                |                                                                                | |                                                                                        | f                                                                              |
| Prince Jonagold |                                                                                |                                                                                | |                                                                                        | f                                                                              |
| Prince Jonagold D'H |                                                                                | Sport von Jonagold                                                             | |                                                                                        |                                                                                |
| Prince Nicolas |                                                                                |                                                                                | |                                                                                        | e, f                                                                           |
| Princess | Siehe: Prinzessin                                                              | Siehe: Prinzessin                                                              | Siehe: Prinzessin | Siehe: Prinzessin                                                                      | Siehe: Prinzessin                                                              |
| Princesse Nobel |                                                                                |                                                                                | |                                                                                        |                                                                                |
| Prinerapfel | Siehe: Welschisner                                                             | Siehe: Welschisner                                                             | Siehe: Welschisner | Siehe: Welschisner                                                                     | Siehe: Welschisner                                                             |
| Prins Bernhard |                                                                                | Cox Orange × Unbekannt                                                         | |                                                                                        | f                                                                              |
| Prinses Beatrix |                                                                                | Cox Orange × Unbekannt                                                         | |                                                                                        | f                                                                              |
| Prinses Irene | Siehe: Prinzessin Irene                                                        | Siehe: Prinzessin Irene                                                        | Siehe: Prinzessin Irene                                                                                               | Siehe: Prinzessin Irene                                                                | Siehe: Prinzessin Irene                                                        |
| Prinses Margriet |                                                                                | Cox Orange × Unbekannt                                                         | |                                                                                        | f                                                                              |
| Prinses Marijke |                                                                                | Cox Orange × Unbekannt                                                         | |                                                                                        | f                                                                              |
| Prinz Albert | Siehe: Lanes Prinz Albert                                                      | Siehe: Lanes Prinz Albert                                                      | Siehe: Lanes Prinz Albert                                                                                             | Siehe: Lanes Prinz Albert                                                              | Siehe: Lanes Prinz Albert                                                      |
| Prinz Albrecht | Siehe: Prinz Albrecht Von Preußen                                              | Siehe: Prinz Albrecht Von Preußen                                              | Siehe: Prinz Albrecht Von Preußen                                                                                     | Siehe: Prinz Albrecht Von Preußen                                                      | Siehe: Prinz Albrecht Von Preußen                                              |
| Prinz Albrecht Von Preußen (oder: Albrechtapfel, Albrechtsapfel, Kriwitzer Lachapfel, Preußenapfel, Prince Albert de Prusse, Prinz Albrecht)                                                            |                                                                                | Sämling                                                                        | Vom Hofgärtner C. Braun, Kamenz bei Glatz, 1865 von Kaiser Alexander ausgelesen                                       | Beschreibung                                                                           | f, o                                                                           |
| Prinz Eitel Fritz |                                                                                |                                                                                | | Benannt nach Eitel Friedrich von Preußen. Genussreife November bis Februar             | o                                                                              |
| Prinz Heisterberg | Siehe: Prinz Vom Heisterberg                                                   | Siehe: Prinz Vom Heisterberg                                                   | Siehe: Prinz Vom Heisterberg                                                                                          | Siehe: Prinz Vom Heisterberg                                                           | Siehe: Prinz Vom Heisterberg                                                   |
| Prinz Johannes |                                                                                |                                                                                | |                                                                                        | j                                                                              |
| Prinz Nikolaus Von Nassau (oder: Zieglerapfel) |                                                                                |                                                                                | |                                                                                        | h (Nr. 239, S. 265), p (S. 711f)                                               |
| Prinz Vom Heisterberg (oder: Prinz Heisterberg) |                                                                                |                                                                                | |                                                                                        | s                                                                              |
| Prinzen | Siehe: Prinzenapfel                                                            | Siehe: Prinzenapfel                                                            | Siehe: Prinzenapfel                                                                                                   | Siehe: Prinzenapfel                                                                    | Siehe: Prinzenapfel                                                            |
| Prinzen-Apfel | Siehe: Prinzenapfel                                                            | Siehe: Prinzenapfel                                                            | Siehe: Prinzenapfel                                                                                                   | Siehe: Prinzenapfel                                                                    | Siehe: Prinzenapfel                                                            |
| Prinzenapfel (oder: Ananasapfel, Berliner, Echter Prinz, Haferapfel, Hasenkopf, Hasenkopp, Melonenapfel, Prinzen, Prinzen-Apfel, Schafsnase, Schlotterapfel)                                            |                                                                                |                                                                                | | Beschreibung                                                                           | f, h (Nr. 71, S. 80), j, o                                                     |
| Prinzessin (oder: Princess) |                                                                                |                                                                                | |                                                                                        | a                                                                              |
| Prinzessin Auguste |                                                                                |                                                                                | |                                                                                        | h (Nr. 394, S. 442)                                                            |
| Prinzessin Irene |                                                                                | Cox Orange × Unbekannt                                                         | |                                                                                        | f, j                                                                           |
| Prinzessin Luise | Siehe: Luisenapfel                                                             | Siehe: Luisenapfel                                                             | Siehe: Luisenapfel | Siehe: Luisenapfel                                                                     | Siehe: Luisenapfel                                                             |
| Priolov Delises |                                                                                |                                                                                | |                                                                                        | f                                                                              |
| Priol's Delicious |                                                                                | Golden Delicious × Yellow April                                                | Jugoslawien |                                                                                        |                                                                                |
| Priscilla (oder: Coop 4) |                                                                                |                                                                                | |                                                                                        | a, e, f, j, o                                                                  |
| Pristine |                                                                                |                                                                                | in USA |                                                                                        | a, c, d, e                                                                     |
| Proctor's Seedling |                                                                                |                                                                                | |                                                                                        | f                                                                              |
| Produkta |                                                                                |                                                                                | |                                                                                        | o                                                                              |
| Professor C. P. Close Seedling |                                                                                |                                                                                | |                                                                                        |                                                                                |
| Professor Grebnicka Renete |                                                                                |                                                                                | |                                                                                        | e                                                                              |
| Professor Paulsen |                                                                                |                                                                                | |                                                                                        |                                                                                |
| Professor Sprenger |                                                                                |                                                                                | | Zierapfel                                                                              | e                                                                              |
| Profusion |                                                                                |                                                                                | | Beschreibung                                                                           | e                                                                              |
| Pryor |                                                                                |                                                                                | |                                                                                        |                                                                                |
| Puckrupt Pippin |                                                                                |                                                                                | |                                                                                        | f                                                                              |
| Puffin |                                                                                |                                                                                | |                                                                                        | f                                                                              |
| Pulapfel |                                                                                |                                                                                | |                                                                                        | o                                                                              |
| Pumpkin Sweet |                                                                                |                                                                                | |                                                                                        | a, d, f                                                                        |
| Punktierte Renette |                                                                                |                                                                                | |                                                                                        | h (Nr. 374, S. 422)                                                            |
| Punktierter Knack-Pepping |                                                                                |                                                                                | |                                                                                        | h (Nr. 421, S. 469)                                                            |
| Puntschapfel |                                                                                |                                                                                | |                                                                                        | j, o                                                                           |
| Puppenapfel |                                                                                |                                                                                | |                                                                                        | o                                                                              |
| Puregold |                                                                                |                                                                                | |                                                                                        | e                                                                              |
| Puritan |                                                                                |                                                                                | |                                                                                        | a                                                                              |
| Purple Wave |                                                                                |                                                                                | | Beschreibung                                                                           |                                                                                |
| Purpurapfel | Siehe: Blutapfel                                                               | Siehe: Blutapfel                                                               | Siehe: Blutapfel | Siehe: Blutapfel                                                                       | Siehe: Blutapfel                                                               |
| Purpurella |                                                                                |                                                                                | |                                                                                        | j                                                                              |
| Purpurroter Agatapfel (oder: Agatapfel, Purpurroter Winteragatapfel) |                                                                                |                                                                                | |                                                                                        | h (Nr. 180, S. 201), j, o                                                      |
| Purpurroter Cousinot (oder: Eisenapfel, Roter Taffetapfel) |                                                                                |                                                                                | | Die Beschreibung aus Engelbrecht ist nicht identisch mit der heutigen Cousinot-Frucht. | e, f, h (Nr. 506, S. 559), j, o                                                |
| Purpurroter Cousinot (AW) |                                                                                |                                                                                | |                                                                                        |                                                                                |
| Purpurroter Cousinot (Burg) |                                                                                |                                                                                | |                                                                                        |                                                                                |
| Purpurroter Winteragatapfel | Siehe: Purpurroter Agatapfel                                                   | Siehe: Purpurroter Agatapfel                                                   | Siehe: Purpurroter Agatapfel                                                                                          | Siehe: Purpurroter Agatapfel                                                           | Siehe: Purpurroter Agatapfel                                                   |
| Purpurroter Zwiebelapfel |                                                                                |                                                                                | |                                                                                        |                                                                                |
| Pusztai Sarga |                                                                                |                                                                                | |                                                                                        | f                                                                              |
| Pyramidal |                                                                                |                                                                                | |                                                                                        | e                                                                              |
| Pyrus Malus Apiosa | Siehe: Api                                                                     | Siehe: Api                                                                     | Siehe: Api | Siehe: Api                                                                             | Siehe: Api                                                                     |